# Drum național 67A
Der Drum național 67A (rumänisch für „Nationalstraße 67A“, kurz DN67A) ist eine Hauptstraße in Rumänien. 

## Verlauf
Die Straße zweigt in Broșteni vom Drum național 67 nach Südosten ab, folgt talwärts dem Lauf des Motru und endet in Strehaia am Drum național 6 (Europastraße 70).
Die Länge der Straße beträgt 23,5 Kilometer.